# Duck Sauce
Duck Sauce är en amerikansk/kanadensisk DJ-duo bildad 2009. Gruppen består av Armand Van Helden och A-Trak. 
Under sommaren och hösten 2010 fick gruppen sitt stora genombrott med låten "Barbra Streisand", uppkallad efter sångaren med samma namn.

## Diskografi

### Album
| År   | Titel                                                            |
| ---- | ---------------------------------------------------------------- |
| 2014 | Quack - Utgiven: 15 april 2014 - Format: CD, Digital nerladdning |

### EP
| År   | Titel                                                     |
| ---- | --------------------------------------------------------- |
| 2010 | Greatest Hits - Utgiven: 25 June 2010 - Format: 12" vinyl |

### Singlar
| 2009                                                                     | "aNYway"           | — | — | — | 38 | — | 49 | —  | 22  | Quack |
| 2010                                                                     | "Barbra Streisand" | 8 | 9 | 1 | 3  | 2 | 1  | 11 | 3   | Quack |
| 2011                                                                     | "Big Bad Wolf"     | — | — | — | —  | — | —  | —  | 79  | Quack |
| 2013                                                                     | "It's You"         | — | — | — | 47 | — | —  | —  | —   | Quack |
| 2013                                                                     | "Radio Stereo"     | — | — | — | —  | — | —  | —  | —   | Quack |
| 2014                                                                     | "NRG"              | — | — | — | —  | — | —  | —  | 121 | Quack |
| 2014                                                                     | "Ring Me"          | — | — | — | —  | — | —  | —  | —   | Quack |
| "—" betyder att låten inte släpptes eller gick in på listan i det landet |                    |   |   |   |    |   |    |    |     |       |